# Руни Мара
Руни Мара (на английски: Rooney Mara) е американска актриса, номинирана за награди „Сатурн“, „Златен глобус“ и „Оскар“. 

## Биография
Родена е на 17 април 1985 г. и е израснала в Бедфорд, Ню Йорк, град в окръг Уестчестър на около 40 мили (64 км) северно от Ню Йорк. Родът на майката на Мара основава „Питсбърг Стийлърс“, а родът на баща ѝ основава „Ню Йорк Джайънтс“. Баща ѝ, Тимъти Кристофър Мара, е старши вицепрезидент по персонала на играчите на „Ню Йорк Джайънтс“, а майка ѝ Катлийн Макнълти (по рождение Руни) е агент по недвижими имоти на непълно работно време. Тя е третото от четири деца: има по-голям брат Даниел, по-голяма сестра Кейт, която също е актриса, и по-малък брат Конър.
След като завършва гимназия „Фокс Лейн“ през 2003 г. Мара заминава за Еквадор, Перу и Боливия в Южна Америка за четири месеца като част от Traveling School, отворена учебна среда. Тя посещава университета „Джордж Вашингтон“ в продължение на една година, преди да се прехвърли в Gallatin School of Individualized Study на Нюйоркския университет, където следва психология, международна социална политика и организации с нестопанска цел, завършвайки през 2010 г.

## Филмография
| година | филм                            | роля            |
| ------ | ------------------------------- | --------------- |
| 2005   | Градски легенди: Кървавата Мери | Саманта Оуенс   |
| 2008   | Dream Boy                       | Евелин          |
| 2009   | The Winning Season              | Уенди           |
| 2009   | Friends (With Benefits)         | Тара            |
| 2009   | Dare                            | Кортни          |
| 2009   | Youth in Revolt                 | Тагарти         |
| 2009   | Tanner Hall                     | Фернанда        |
| 2010   | Кошмари на Елм Стрийт           | Нанси Холбрук   |
| 2010   | Социалната мрежа                | Ерика Олбрайт   |
| 2011   | Мъжете, които мразеха жените    | Лизбет Саландър |
| 2013   | Ain't Them Bodies Saints        | Рут             |
| 2013   | Странични ефекти                | Емили Тейлър    |
| 2013   | Тя                              | Катрин          |
| 2014   | Измет                           | сестра Оливия   |
| 2015   | Пан                             | Тигрова Лилия   |
| 2015   | Каръл                           | Тереза          |
| 2016   | Кубо и пътят на самурая         | Сестрите (глас) |
| 2016   | Лъв                             | Луси            |
| 2022   | Жените говорят                  | Она             |

## Награди и номинации
| Продукция                      | Дата                | Награда                                                 | Резултат  |
| ------------------------------ | ------------------- | ------------------------------------------------------- | --------- |
| „Мъжете, които мразеха жените“ | 15 януари 2012 г.   | Златен глобус за най-добра актриса в драматичен филм    | номинация |
| „Мъжете, които мразеха жените“ | 26 февруари 2012 г. | Оскар за най-добра женска роля                          | номинация |
| „Мъжете, които мразеха жените“ | 25 март 2012 г.     | Емпайър за най-добра актриса                            | номинация |
| „Мъжете, които мразеха жените“ | 26 юли 2012 г.      | Сатурн за най-добра актриса                             | номинация |
| „Каръл“                        | 10 януари 2016 г.   | Златен глобус за най-добра актриса в драматичен филм    | номинация |
| „Каръл“                        | 14 февруари 2016 г. | Награда на БАФТА за най-добра актриса в поддържаща роля | номинация |
| „Каръл“                        | 21 февруари 2016 г. | Сателит за най-добра актриса в поддържаща роля          | номинация |
| „Каръл“                        | 28 февруари 2016 г. | Оскар за най-добра поддържаща женска роля               | номинация |